# Sos del Rey Católico
Sos del Rey Católico é um município da Espanha na província de Saragoça, comunidade autónoma de Aragão. Tem 216,62 km² de área e em 2021 tinha 574 habitantes (densidade: 2,6 hab./km²).
Inicialmente chamada apenas Sos, foi renomeada em virtude de ser o lugar do nascimento do rei Fernando II de Aragão, o Católico. A sua história como praça forte e vila fronteiriça entre os reinos de Navarra e Aragão deixaram vestígios como o castelo fortificado ou a judiaria medieval (o actual bairro alto).
Em 1452 nasceu aqui Fernando II de Aragão, o rei católico que se casou com Isabel de Castela. Nas suas ruas gravou Luis García Berlanga o filme La vaquilla. Faz parte da rede das aldeias mais bonitas de Espanha.

## Demografia
| Variação demográfica do município entre 1991 e 2004 | Variação demográfica do município entre 1991 e 2004 | Variação demográfica do município entre 1991 e 2004 | Variação demográfica do município entre 1991 e 2004 |
| --------------------------------------------------- | --------------------------------------------------- | --------------------------------------------------- | --------------------------------------------------- |
| 1991                                                | 1996                                                | 2001                                                | 2004                                                |
| 940                                                 | 850                                                 | 738                                                 | 740                                                 |

## Património
- Casa da Vila (século XVI)
- Ermidas
- Igrejas
- Mosteiros
- Mercado